# Temple Choijin Lama
Le temple de Choijin Lama (nom officiel donné par l'Empereur Guangxu (1871-1908) ; mongol : Өршөөлийг хөгжүүлэгч сүм, temple de la Compassion Perfection) est un monastère bouddhiste d'Oulan-Bator, la capitale de Mongolie.

## Présentation

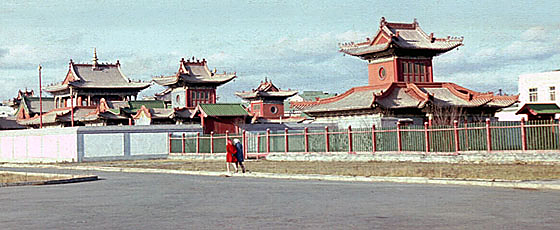
Temple Choijin Lama

Le complexe se compose de six temples occupés à l'origine par le frère du souverain le huitième Bogd Jetsun Dampa Khan, Choijin Lama Luvsankhaidav, quifut reconnu Oracle d'État et "Précieuse sagesse et dévotion claire" Khutugtu à l'époque. L'édification du complexe a débuté en 1904 et s'est achevée en 1908, en l'honneur de l'Oracle d'État  Lama Lubsanhaidub / Losang Kedrup /, frère du huitième Bogd Khan. Le Musée Choijin Lama était à l'origine un complexe de temples bouddhistes, composé d'un temple principal et de cinq temples. Il a été actif jusqu'en 1937, quand il a été fermé au plus fort de la répression communiste contre le bouddhisme et d'autres traditions religieuses. En 1938, le complexe a été rétabli en tant que musée grâce aux efforts habiles des personnes sages. C'est ainsi que cela a été sauvé à travers le communisme.

### Les temples

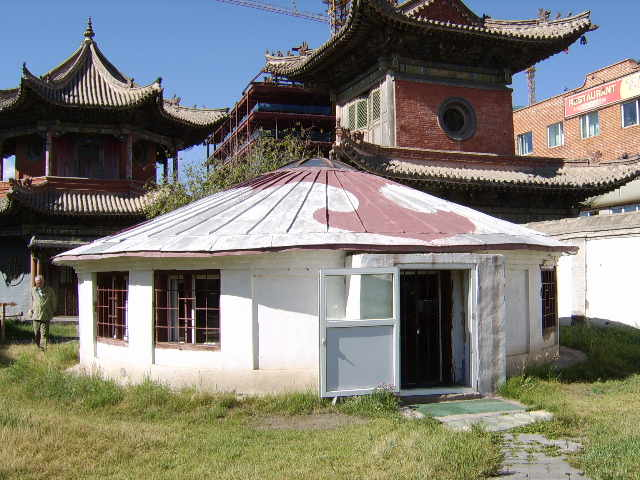
Mongolia GerTemple01

- Le temple principal est orné d'une statue de Bouddha Sakyamuni du XVIIIe siècle, avec une statue de Choijin Lama Luvsankhaidav sur la droite du Bouddha et le cadavre embaumé de Baldan Choephel à sa gauche. Par ailleurs, le temple abrite une  abondante collection d'objets religieux, de thangka peintures, de broderies en soie, de sculptures sur bois, de statues et d'une plus grande collection de masques cham.
- L'annexe de ce temple contient une chapelle appelée «Zankhang» et une place centrale, le lieu  où le Lama  Choijin Luvsankhaidav exécutait les rituels des oracles pour entrer en état de transe.
- Le temple Zuu, dédié au Bouddha Shakyamuni, présente des sculptures de Bouddha en papier-mâché  réalisées depuis le début du XXe siècle. Les 16 disciples du Bouddha apparaissent sur les murs du temple avec les  quatre Maharajas protecteurs assis dans des grottes.
- Le Temple Yidam a été utilisé comme lieu de prière par Choijin Lama Luvsankhaidav, et donc fermé au public. En son centre se trouve une sculpture en bronze doré de l'un des 84 yogis, ou Mahasiddha de l'Inde. Sont également représentés les Vajradhara du tantrisme: Kalacakra, avec leur shakti qui est la parèdre d'un bouddha, souvent représentée avec lui en union du lotus (yab-yum). Ces objets  symbolisent  le pouvoir et la force.
- Le temple Amugulang  ou de la Paix. Il est dédié à la première réincarnation mongole de Zanabazar, aussi appelé Öndör Gegeen Zanabazar (en mongol : Өндөр гэгээн Занабазар, 1635-1723), qui fut le premier Jebtsundamba Khutuktu, le chef spirituel du bouddhisme tibétain des Khalkhas en Mongolie extérieure.

## Le musée

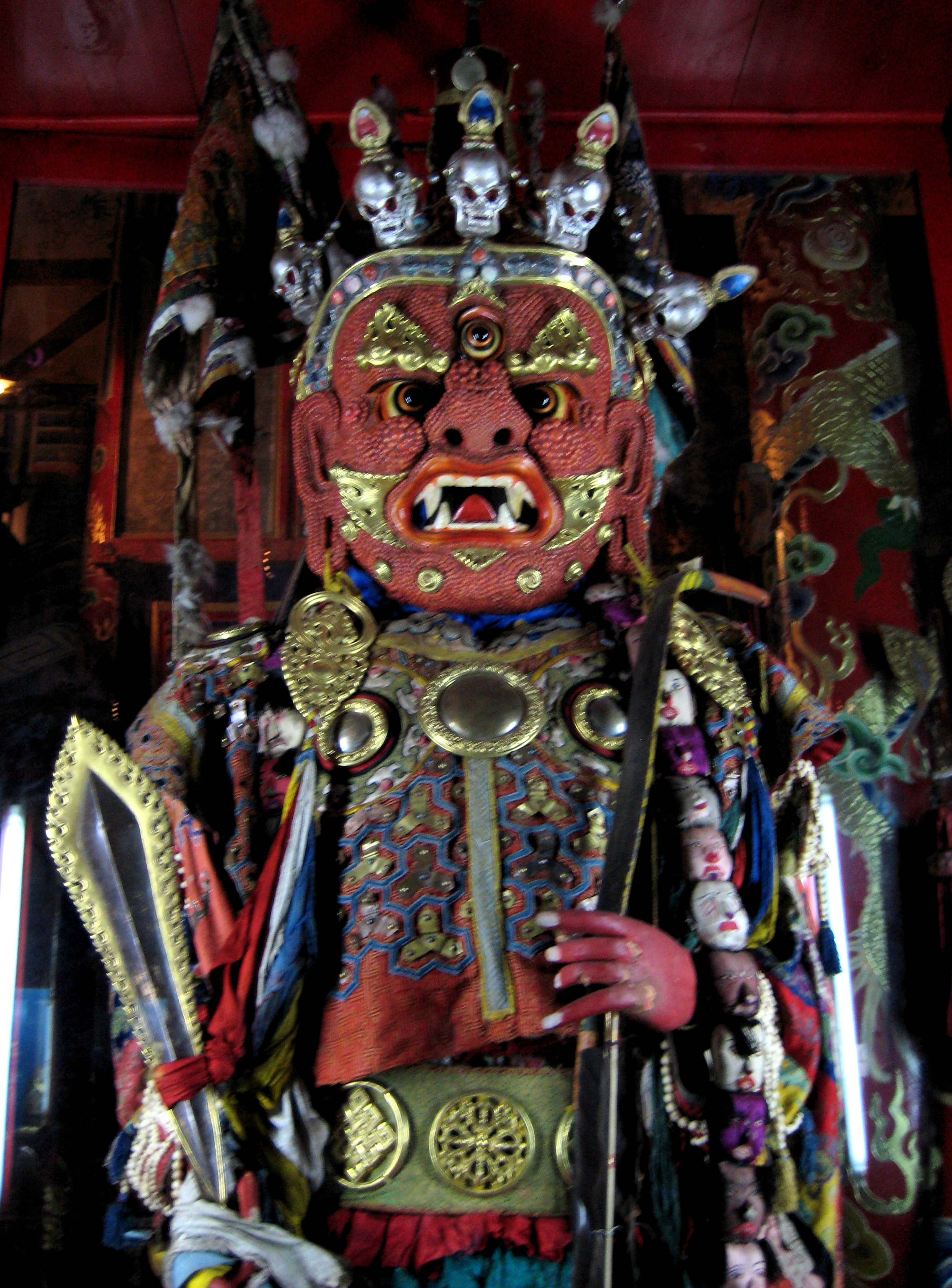
Choijin lama temple museum

Le musée, il présente un riche patrimoine d'artefacts bouddhistes. Il se situe au sud de la Place Gengis Khan, (en mongol, Чингисийн талбай, Chingisiin talbai, littéralement « place Chingis »), l'ancienne place Sükhbaatar,  dans le centre d'Oulan-Bator, la capitale de la Mongolie. Le musée est ouvert toute l'année  montre les objets du culte du bouddhisme,  qui ont réapparu après la répression communiste, en Mongolie. Il présente en outre un aperçu,  particulièrement intéressant, de la danse bouddhiste et de son renouveau moderne notamment dans les costumes soignés et les masques en papier-maché, utilisés dans les danses Tsam au début du 20ème ont été conservés.